# MYL7
MYL7 (англ. Myosin light chain 7) – білок, який кодується однойменним геном, розташованим у людей на короткому плечі 7-ї хромосоми. Довжина поліпептидного ланцюга білка становить 175 амінокислот, а молекулярна маса — 19 448.
| 10         |  | 20         |  | 30         |  | 40         |  | 50         |
| ---------- |  | ---------- |  | ---------- |  | ---------- |  | ---------- |
| MASRKAGTRG |  | KVAATKQAQR |  | GSSNVFSMFE |  | QAQIQEFKEA |  | FSCIDQNRDG |
| IICKADLRET |  | YSQLGKVSVP |  | EEELDAMLQE |  | GKGPINFTVF |  | LTLFGEKLNG |
| TDPEEAILSA |  | FRMFDPSGKG |  | VVNKDEFKQL |  | LLTQADKFSP |  | AEVEQMFALT |
| PMDLAGNIDY |  | KSLCYIITHG |  | DEKEE      |  |            |  |            |

A: Аланін

C: Цистеїн

D: Аспарагінова кислота

E: Глутамінова кислота

F: Фенілаланін

G: Гліцин

H: Гістидин

I: Ізолейцин

K: Лізин

L: Лейцин

M: Метіонін

N: Аспарагін

P: Пролін

Q: Глутамін

R: Аргінін

S: Серин

T: Треонін

V: Валін

Кодований геном білок за функціями належить до білкових моторів, міозинів, м'язових білків, фосфопротеїнів. 
Задіяний у такому біологічному процесі, як ацетилювання. 
Білок має сайт для зв'язування з іонами металів, іоном кальцію. 